# ICD-10 Kapitel I - Infektiøse inkl. parasitære sygdomme
ICD-10 Kapitel I - Infektiøse inkl. parasitære sygdomme er det første kapitel i ICD-10 kodelisten. Kapitlet indeholder infektiøse sygdomme.
| Kapitel I – Infektiøse inkl. parasitære sygdomme (A00-B99)                                     |
| A00-A09 - Infektiøse tarmsygdomme                                                              |
| ---------------------------------------------------------------------------------------------- |
| A00 - Kolera                                                                                   |
| A01 - Tyfus og paratyfus                                                                       |
| A02 - Andre salmonellainfektioner                                                              |
| A03 - Bacillær dysenteri                                                                       |
| A04 - Andre bakterielle tarminfektioner                                                        |
| A05 - Andre bakterielle fødevareforgiftninger IKA                                              |
| A06 - Amøbedysenteri                                                                           |
| A07 - Andre tarmsygdomme fremkaldt af protozoer                                                |
| A08 - Tarminfektioner forårsaget af virus og andre organismer                                  |
| A09 - Anden gastroenteritis og colitis af infektiøs eller ikke specificeret årsag              |
| A10-A19 - Tuberkulose                                                                          |
| A15 - Tuberkulose i åndedrætsorganer verificeret bakteriologisk og histologisk                 |
| A16 - Tuberkulose i åndedrætsorganer ikke bakteriologisk eller histologisk verificeret         |
| A17 - Tuberkulose i nervesystemet                                                              |
| A18 - Tuberkulose i andre organer                                                              |
| A19 - Miliær tuberkulose                                                                       |
| A20-A29 - Visse dyreoverførte bakterielle sygdomme                                             |
| A20 - Pest                                                                                     |
| A21 - Tularæmi                                                                                 |
| A22 - Miltbrand                                                                                |
| A23 - Svingefeber                                                                              |
| A24 - Glanders og melioidosis                                                                  |
| A25 - Rottebidsfeber sygdomme                                                                  |
| A26 - Svinerosen                                                                               |
| A27 - Leptospirose                                                                             |
| A28 - Andre dyreoverførte bakterielle infektioner IKA                                          |
| A30-A49 - Andre bakterielle sygdomme                                                           |
| A30 - Spedalskhed                                                                              |
| A31 - Sygdomme forårsaget af andre mykobakterier                                               |
| A32 - Listeriose                                                                               |
| A33 - Stivkrampe hos nyfødte                                                                   |
| A34 - Obstetrisk stivkrampe                                                                    |
| A35 - Anden form for stivkrampe                                                                |
| A36 - Difteri                                                                                  |
| A37 - Kighoste                                                                                 |
| A38 - Skarlagensfeber                                                                          |
| A39 - Infektioner med meningokokker                                                            |
| A40 - Sepsis forårsaget af streptokokker                                                       |
| A41 - Anden sepsis                                                                             |
| A42 - Aktinomykose                                                                             |
| A43 - Nocardiose                                                                               |
| A44 - Bartonellose                                                                             |
| A46 - Rosen                                                                                    |
| A48 - Andre bakterielle sygdomme IKA                                                           |
| A49 - Bakteriel infektion uden angivelse af lokalisation                                       |
| A50-A64 - Infektioner, som overvejende er seksuelt overført                                    |
| A50 - Medfødt syfilis                                                                          |
| A51 - Frisk syfilis                                                                            |
| A52 - Syfilis i sent stadium                                                                   |
| A53 - Anden syfilis og syfilis UNS                                                             |
| A54 - Gonorré                                                                                  |
| A55 - Venerisk lymfogranulom forårsaget af klamydiainfektion                                   |
| A56 - Andre seksuelt overførte klamydiainfektioner                                             |
| A57 - Blød chanker                                                                             |
| A58 - Granulom forårsaget af infektion med Calymmatobacterium granulomatis                     |
| A59 - Infektioner med Trichomonas vaginalis                                                    |
| A6                                                                                             |
| A60 - Herpes simplex-infektion i anogenitalregionen                                            |
| A63 - Andre fortrinsvis seksuelt overførte sygdomme, som ikke er klassificeret andetsteds      |
| A64 - Seksuelt overført sygdom uden nærmere specificering                                      |
| A65-A69 - Andre sygdomme forårsaget af spirokæter                                              |
| A65 - Ikke-venerisk syfilis                                                                    |
| A66 - Frambøsia                                                                                |
| A67 - Pinta                                                                                    |
| A68 - Tilbagefaldsfeber                                                                        |
| A69 - Andre infektioner forårsaget af spirokæter                                               |
| A70-A74 - Andre sygdomme forårsaget af Klamydia-bakterier                                      |
| A70 - Infektioner forårsaget af Chlamydia psittaci                                             |
| A71 - Ægyptisk øjensygdom                                                                      |
| A74 - Andre sygdomme forårsaget af klamydia-bakterier                                          |
| A75-A79 - Rickettsia-infektioner                                                               |
| A75 - Rickettsioser overført af lus, lopper og mider                                           |
| A77 - Rickettsioser overført af flåt                                                           |
| A78 - Q feber                                                                                  |
| A79 - Andre rickettsioser                                                                      |
| A80-A89 - Virale infektioner i centralnervesystemet                                            |
| A80 - Akut polio                                                                               |
| A81 - Atypiske virusinfektioner i centralnervesystemet                                         |
| A82 - Hundegalskab                                                                             |
| A83 - Viral hjernebetændelse overført af myg                                                   |
| A84 - Viral hjernebetændelse overført af flåt                                                  |
| A85 - Viral hjernebetændelse IKA                                                               |
| A86 - Viral hjernebetændelse UNS                                                               |
| A87 - Viral hjernehindebetændelse IKA                                                          |
| A88 - Andre virale infektioner i centralnervesystemet IKA                                      |
| A89 - Virale infektioner i centralnervesystemet UNS                                            |
| A90-A99 - Virale febersygdomme overført af leddyr og virale hæmoragiske febersygdomme          |
| A90 - Denguefeber                                                                              |
| A91 - Denguefeber med blødninger                                                               |
| A92 - Andre virale febersygdomme overført af myg                                               |
| A93 - Andre virale febersygdomme overført af leddyr IKA                                        |
| A94 - Viral febersygdom overført af leddyr UNS                                                 |
| A95 - Gul feber                                                                                |
| A96 - Arenavirale febersygdomme med blødninger                                                 |
| A98 - Andre virale febersygdomme med blødninger                                                |
| A99 - Virale febersygdomme med blødninger UNS                                                  |
| DB00-DB09 - Virale infektioner karakteriseret ved hud- og slimhindeaffektioner                 |
| B00 - Herpes simplex-infektion                                                                 |
| B01 - Skoldkopper                                                                              |
| B02 - Zoster                                                                                   |
| B03 - Kopper                                                                                   |
| B04 - Monkeypox                                                                                |
| B05 - Mæslinger                                                                                |
| B06 - Røde hunde                                                                               |
| B07 - Virale vorter                                                                            |
| B08 - Andre virussygdomme karakteriseret ved hud- og slimhindeaffektioner IKA                  |
| B09 - Virussygdomme uden nærmere specificering karakteriseret ved hud- og slimhindeaffektioner |
| B15-B19 - Viral leverbetændelse                                                                |
| B15 - Akut hepatitis A                                                                         |
| B16 - Akut hepatitis B                                                                         |
| B17 - Anden akut viral leverbetændelse                                                         |
| B18 - Kronisk viral leverbetændelse                                                            |
| B19 - Viral leverbetændelse uden nærmere specificering                                         |
| B20-B24 - Human immundefekt virus (HIV) sygdom                                                 |
| B20 - Humant immundefekt-virus (HIV) sygdom medførende infektiøse og parasitære sygdomme       |
| B21 - Humant immundefekt-virus (HIV) sygdom med neoplastisk sygdom                             |
| B22 - Humant immundefekt-virus (HIV) sygdom med andre specificerede sygdomme                   |
| B23 - Andre tilstande ved HIV-sygdom                                                           |
| B24 - HIV-sygdom og AIDS uden nærmere specificering                                            |
| B25-B34 - Andre virale sygdomme                                                                |
| B25 - Cytomegalovirale sygdomme                                                                |
| B26 - Fåresyge                                                                                 |
| B27 - Mononukleose                                                                             |
| B30 - Viral konjunktivitis                                                                     |
| B33 - Andre virussygdomme IKA                                                                  |
| B34 - Virussygdom uden angivelse af lokalisation                                               |
| B35-B49 - Svampesygdomme                                                                       |
| B35 - Hudsvamp                                                                                 |
| B36 - Andre overfladiske svampeinfektioner                                                     |
| B37 - Infektion med Candida albicans                                                           |
| B38 - Kokcidioidomykose                                                                        |
| B39 - Histoplasmose                                                                            |
| B40 - Blastomykose                                                                             |
| B41 - Parakokcidioidomykose                                                                    |
| B42 - Sporotrikose                                                                             |
| B43 - Kromomykose og fæomykotisk absces                                                        |
| B44 - Aspergillose                                                                             |
| B45 - Kryptokokkose                                                                            |
| B46 - Zygomykose                                                                               |
| B47 - Mycetoma                                                                                 |
| B48 - Andre mykoser IKA                                                                        |
| B49 - Ikke nærmere specificerede mykoser                                                       |
| B50-B64 - Protozosygdomme                                                                      |
| B50 - Plasmodium falciparum-malaria                                                            |
| B51 - Plasmodium vivax-malaria                                                                 |
| B52 - Plasmodium malariae-malaria                                                              |
| B53 - Anden parasitologisk verificeret malaria                                                 |
| B54 - Malaria uden nærmere specificering                                                       |
| B55 - Leishmaniasis                                                                            |
| B56 - Afrikansk sovesyge                                                                       |
| B57 - Chagas' sygdom                                                                           |
| B58 - Toxoplasmose                                                                             |
| B59 - Pneumocystose                                                                            |
| B60 - Andre sygdomme forårsaget af protozoer IKA                                               |
| B64 - Sygdomme forårsaget af protozoer UNS                                                     |
| B65-B83 - Ormesygdomme                                                                         |
| B65 - Skistosomiasis                                                                           |
| B66 - Andre ikte-infektioner                                                                   |
| B67 - Ekinokokkose                                                                             |
| B68 - Bændelorm                                                                                |
| B69 - Cysticerkose                                                                             |
| B70 - Diphyllobothriasis og sparganosis                                                        |
| B71 - Andre bændelormeinfestationer                                                            |
| B72 - Dracunculiasis                                                                           |
| B73 - Onchocerciasis                                                                           |
| B74 - Filariose                                                                                |
| B75 - Trikinose                                                                                |
| B76 - Infestation med hageorm                                                                  |
| B77 - Askariose                                                                                |
| B78 - Strongyloidose                                                                           |
| B79 - Piskeorm                                                                                 |
| B80 - Børneorm                                                                                 |
| B81 - Andre intestinale ormeinfestationer IKA                                                  |
| B82 - Intestinale infestationer med parasitter uden nærmere specificering                      |
| B83 - Andre ormesygdomme                                                                       |
| B85-B89 - Infestationer med lus, mider og andre ektoparasitter                                 |
| B85 - Infestation med lus                                                                      |
| B86 - Fnat                                                                                     |
| B87 - Myiasis                                                                                  |
| B88 - Andre infestationer med leddyr                                                           |
| B89 - Sygdom forårsaget af parasit UNS                                                         |
| B90-B94 - Følgetilstande efter infektiøse og parasitære sygdomme                               |
| B90 - Følger efter tuberkulose                                                                 |
| B91 - Følger efter polio                                                                       |
| B92 - Følger efter spedalskhed                                                                 |
| B94 - Følger efter andre infektiøse og parasitære sygdomme                                     |
| B95-B98 - Bakterielle, virale og andre infektiøse agentia                                      |
| B95 - Streptokokker og stafylokokker som årsag til sygdom                                      |
| B96 - Andre bakterier som årsag til sygdom                                                     |
| B97 - Virus som årsag til sygdom                                                               |
| B98 - Andre infektiøse agentia som årsag til sygdom                                            |
| B99 - Andre eller ikke nærmere specificerede infektiøse sygdomme                               |